# Ulice Krále Jiřího (Jeruzalém)
Ulice Krále Jiřího (hebrejsky רחוב המלך ג׳ורג׳ החמישי‎, rechov ha-Melech Džordž ha-Chamiši) je ulice v centrální části Jeruzaléma v Izraeli. Centrum západní části města bylo v minulosti definováno trojúhelníkem tvořeným severní částí ulice Krále Jiřího spolu s Jaffskou a Ben Jehudovou ulicí. Je pojmenována na počest britského krále Jiřího V., přičemž jde o jedinou ulici ve městě, jejíž název nebyl hebraizován.

## Umístění a charakter
Ulice vede severojižním směrem obloukem lehce vyklenutým k západu. Na severním konci se dotýká ulice Jaffské a pokračuje za křižovatkou dále severním směrem jako Straussova ulice. Na jihu končí Francouzským nebo také Pařížským náměstím, za nímž pokračuje dále k jihu ulice Keren ha-jesod.
Ulice je vytíženou dopravní tepnou, využívanou pro automobilovou a autobusovou dopravu. V jižní části ulice jsou uprostřed silnice vyhrazené dopravní pruhy pro veřejnou dopravu; ty by měly být výhledově nahrazeny modrou linkou jeruzalémské tramvaje.

## Historie
Ulice byla postavena k příležitosti sedmého výročí britského dobytí Jeruzaléma pod vedením generála Edmunda Allenbyho. Slavnostní otevření se uskutečnilo 9. prosince 1924 za přítomnosti britského vysokého komisaře v mandátní Palestině sira Herberta Samuela, britského správce Jeruzaléma sira Ronalda Storrse a arabského starosty Jeruzaléma Radžiba Našašibiho.
V letech 1928 až 1936 byl v ulici postaven Dům národních institucí, kde od té doby sídlí tří židovské sionistické organizace, a to Židovský národní fond, Židovská agentura a Keren ha-jesod, náležící v minulosti mezi tzv. národní instituce. Po vzniku Izraele v květnu 1948 se v budově konala vůbec první zasedání izraelského parlamentu (Knesetu) a 16. února 1949 zde složil přísahu první izraelský prezident Chajim Weizmann. V letech 1950 až 1966 sídlil Kneset v téže ulici ve Fruminově domě, poté se přesunul do svého nového sídla ve čtvrti Giv'at Ram.
V ulici Krále Jiřího byly nainstalovány vůbec první semafory v Jeruzalémě, a to na křižovatce s Jaffskou ulicí.

## Galerie

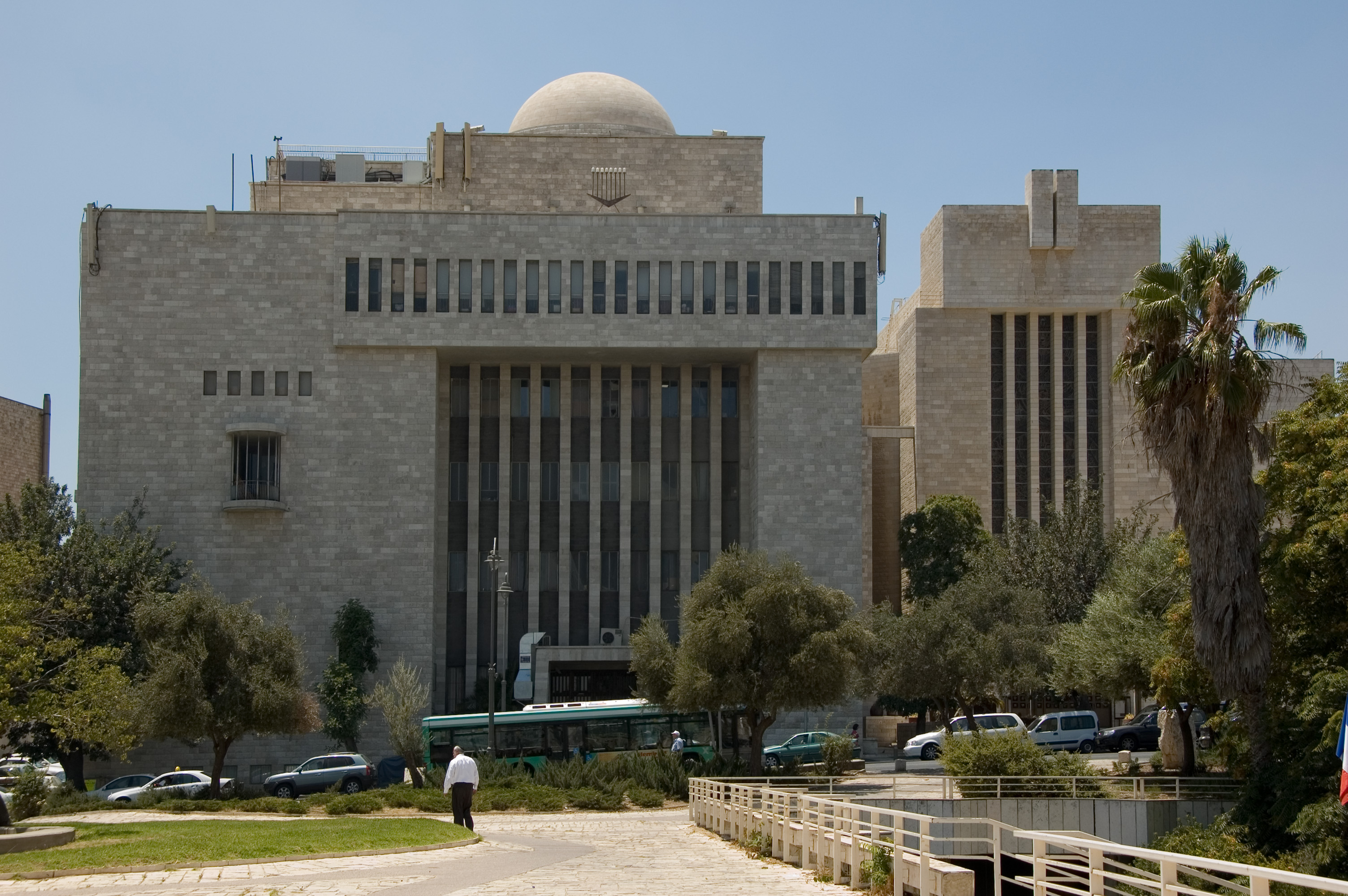
Hechal Šlomo a Velká synagoga
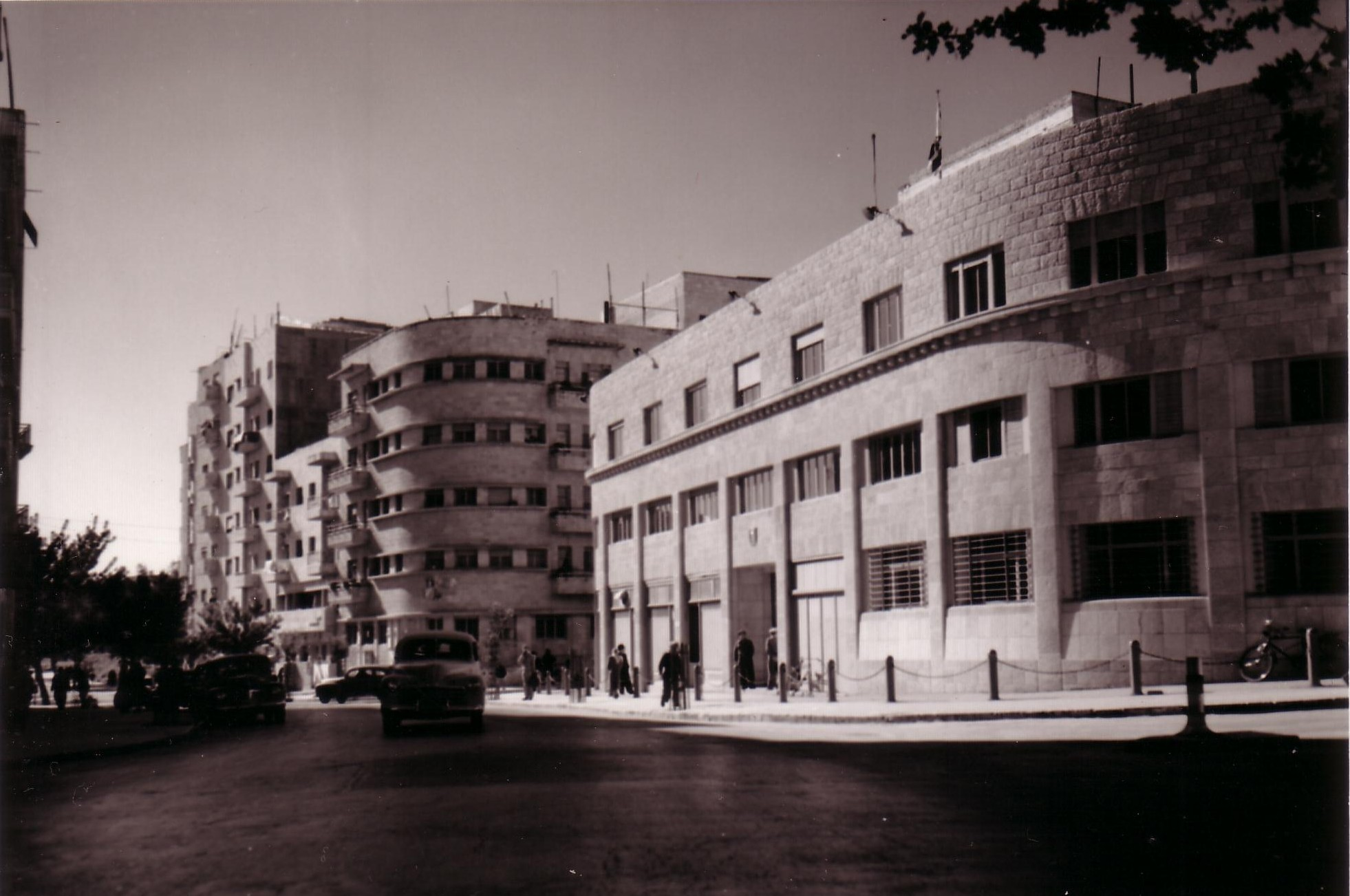
Fruminův dům
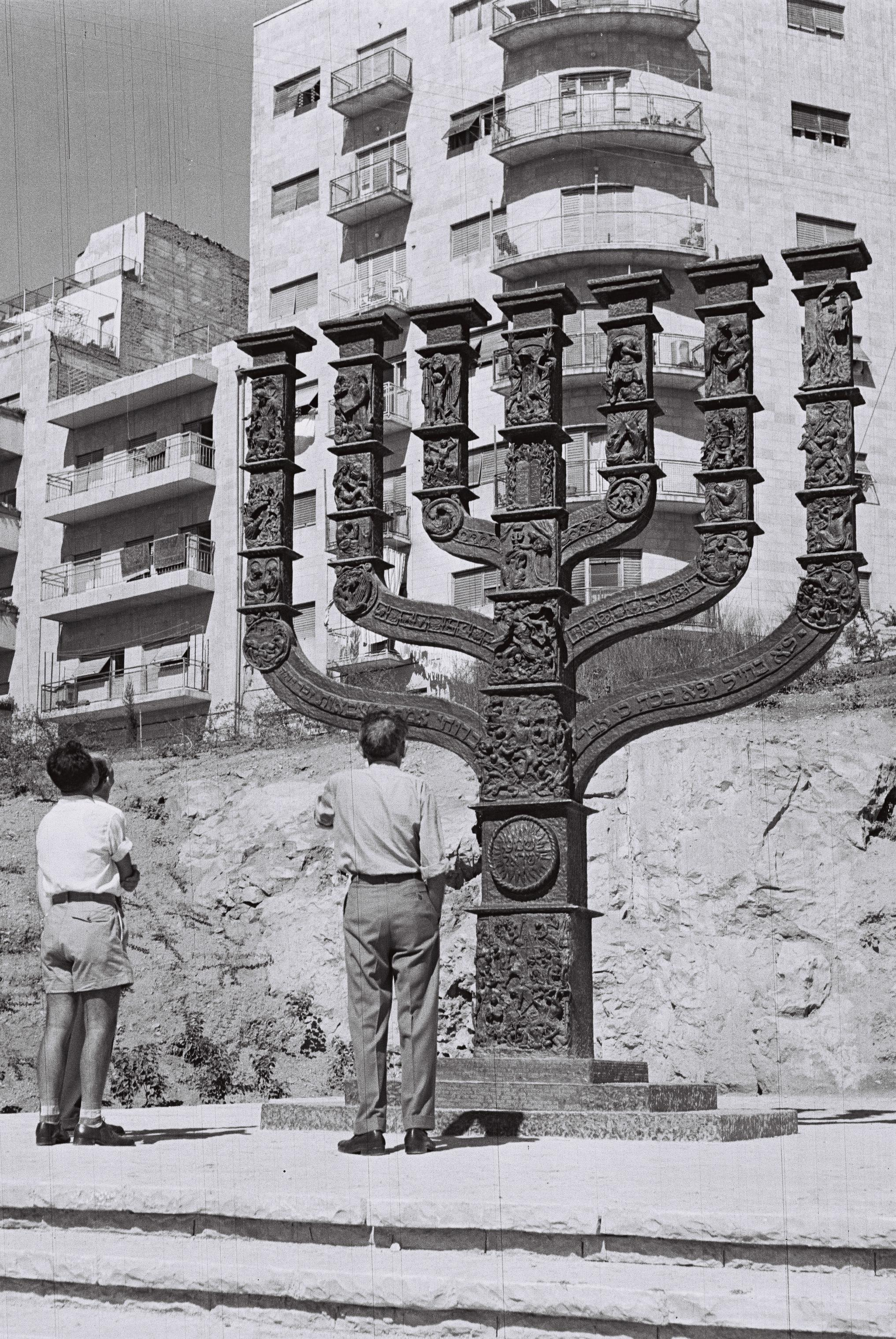
Plastika menory umístěná před Fruminovým domem v době, kdy v něm sídlil Kneset
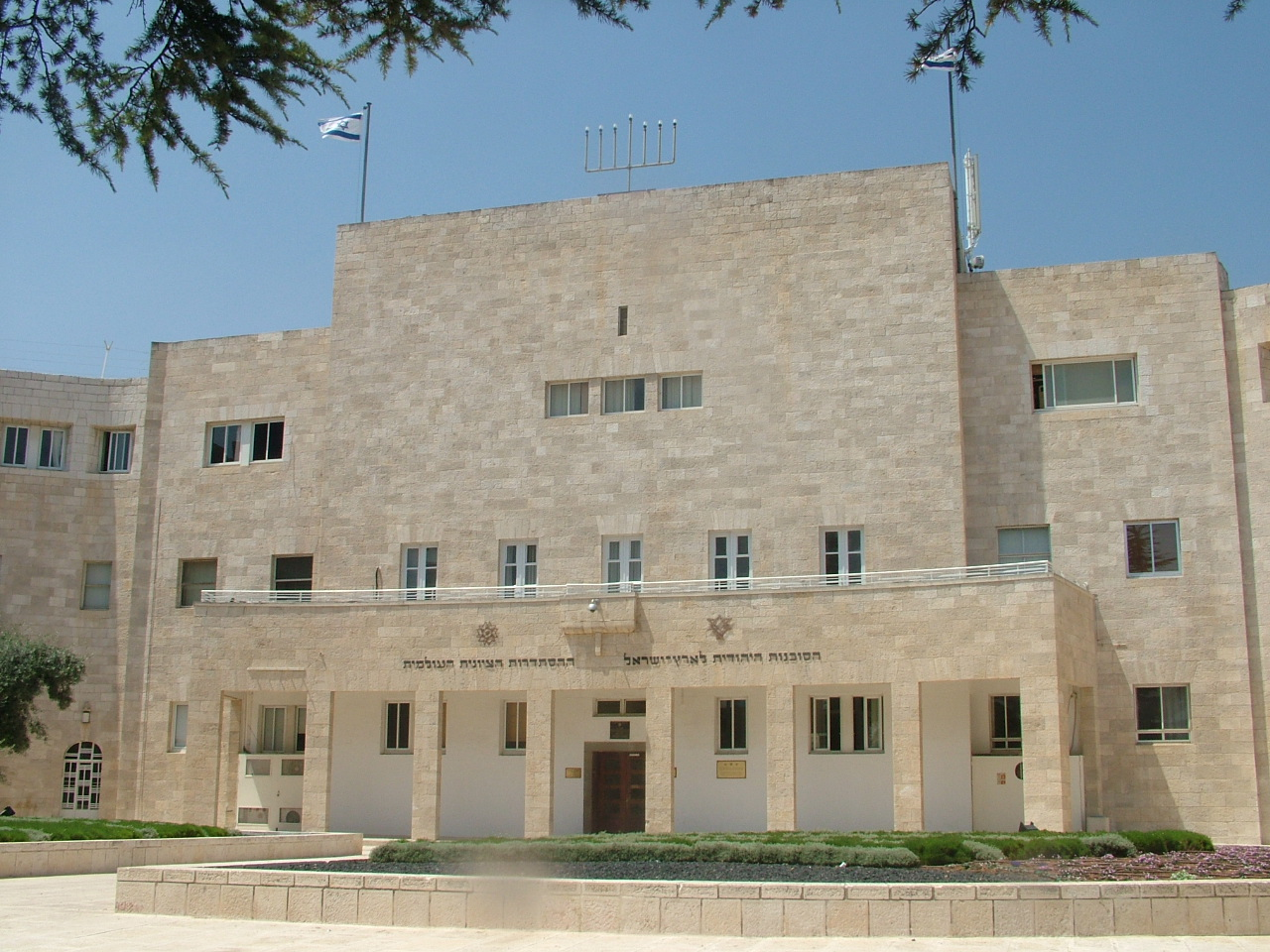
Část Domu národních institucí, kde sídlí Židovská agentura
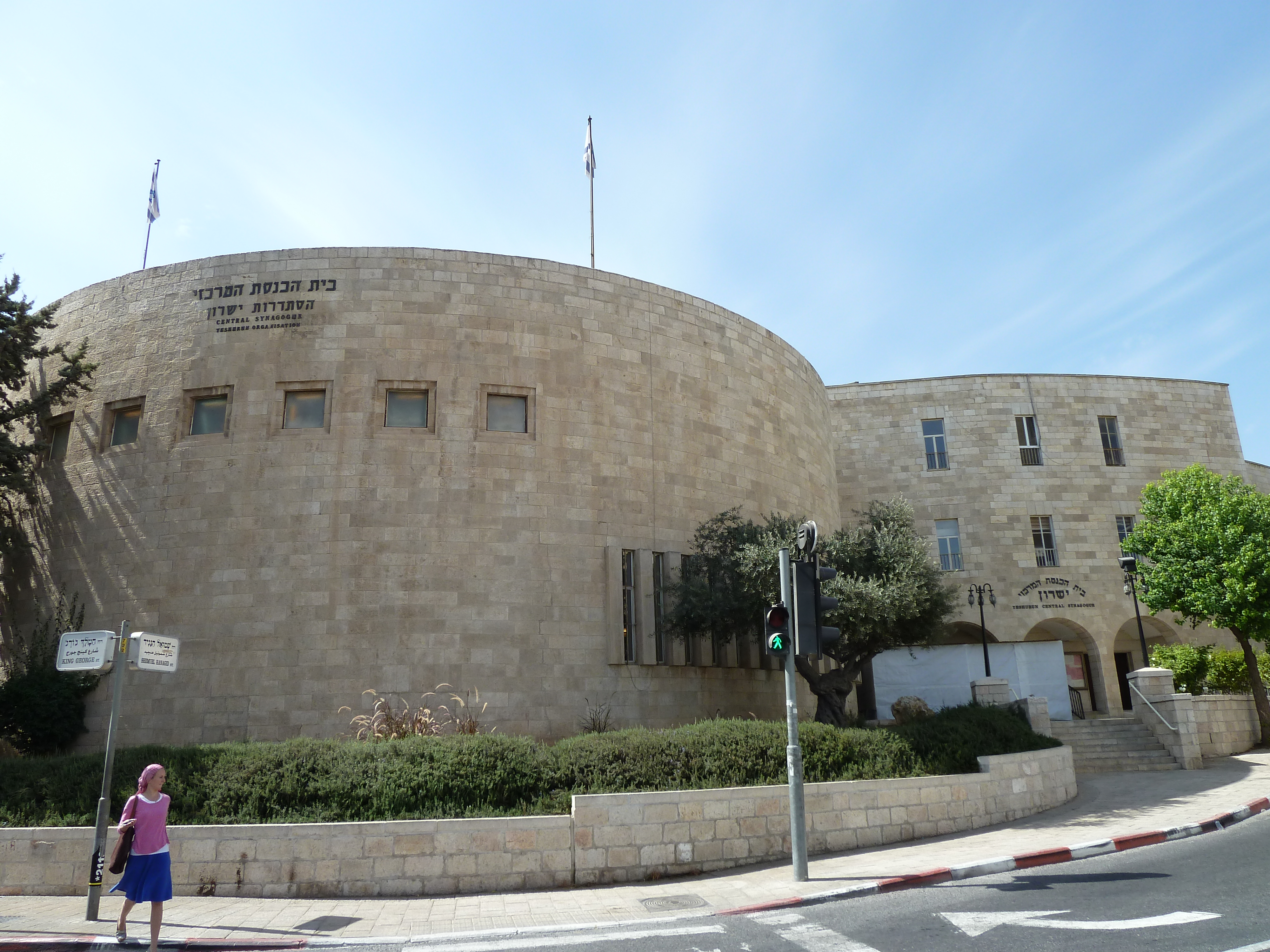
Synagoga Ješurun
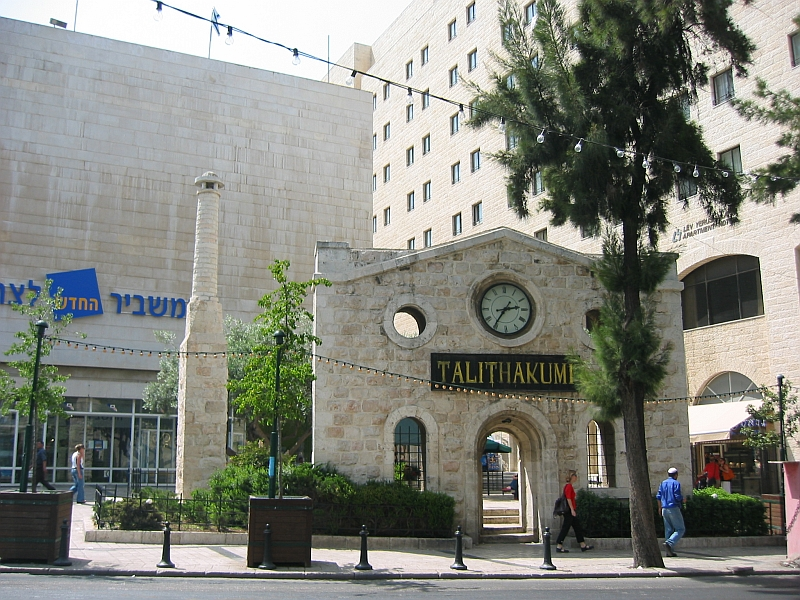
Fragmenty bývalé budovy německé dívčí školy Talithakumi
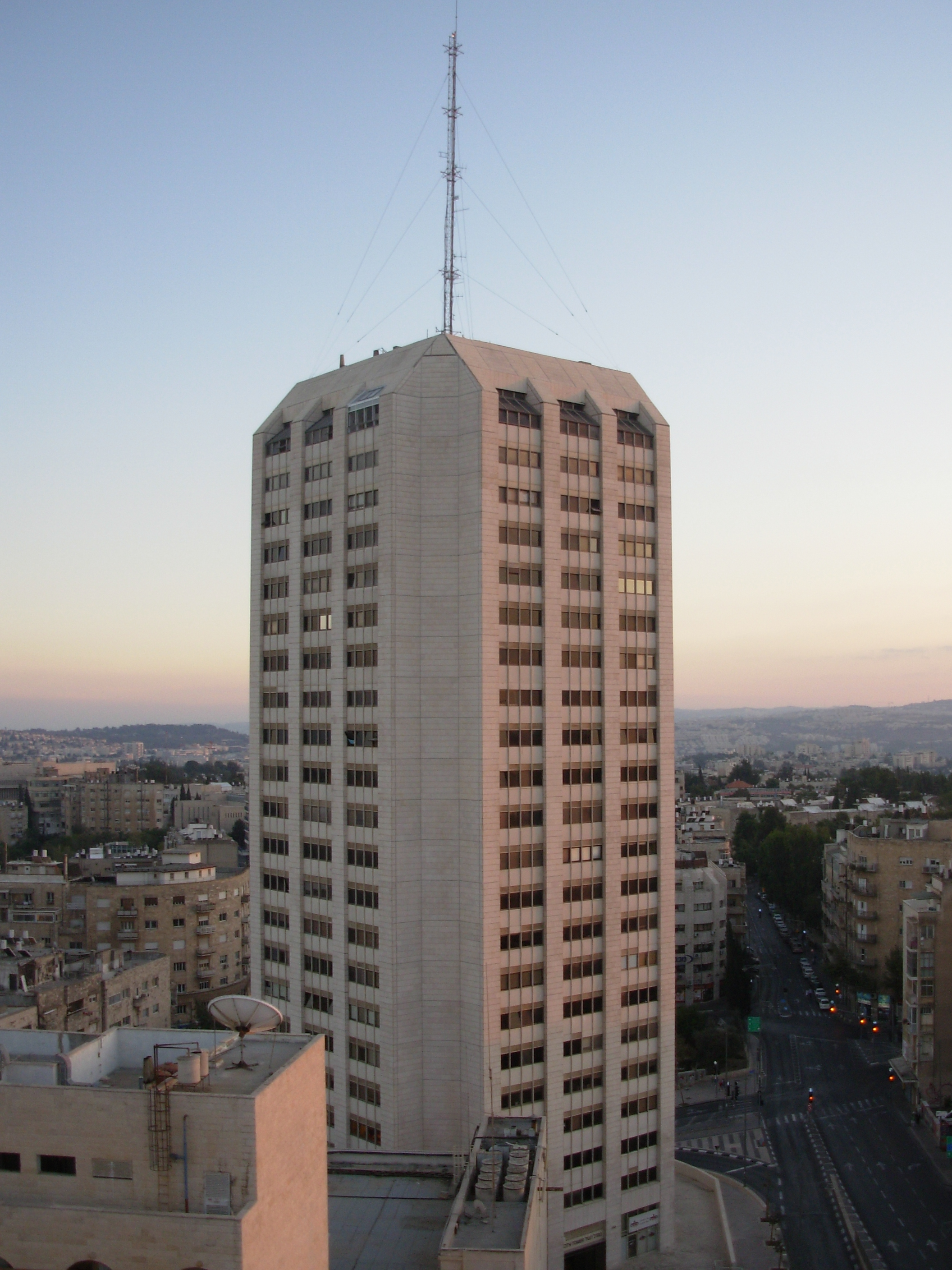
Mrakodrap Migdal ha-ir je obklopen ulicemi Krále Jiřího, Ben Jehudovou a Eliashovou